# Galeodes darius
Espèce
Galeodes darius est une espèce de solifuges de la famille des Galeodidae.

## Distribution
Cette espèce se rencontre en Irak et au Israël.

## Description
Le mâle mesure 40 mm et la femelle 35 mm.
La femelle décrite par Roewer en 1934 mesure 41 mm.

## Publication originale
- Pocock, 1895 : Notes on some of the Solifugae contained in the collection of the British Museum, with descriptions of new species. Annals and Magazine of Natural History, sér. 6, vol. 16, p. 74–98 (texte intégral).